# Royal Albert Hall London May 2-3-5-6, 2005
Royal Albert Hall London May 2-3-5-6, 2005 ist ein Livealbum der britischen Rockband Cream. Es erschien am 4. Oktober 2005 auf CD und DVD unter dem Label Reprise Records und beinhaltet einen repräsentativen filmischen Querschnitt der vier Reunion-Konzerte.

## Hintergrund
Am 2. Mai 2005 gab Cream das erste Konzert seit der Auflösung vor 36 Jahren. Der inzwischen 60-jährige Clapton soll der Reunion vor allem wegen des schlechten Gesundheitszustands seiner Kollegen zugestimmt haben: Jack Bruce, damals 62, hatte kurz zuvor eine Lebertransplantation überstanden und der inzwischen 65-jährige Baker litt an Arthritis. Es war der Auftakt zu vier Auftritten in der Londoner Royal Albert Hall. Vom 24. bis 26. Oktober 2005 gab die Gruppe zusätzlich drei Konzerte im Madison Square Garden in New York.

## Titelliste
| CD 1 1. I’m So Glad (Skip James) – 6:18 2. Spoonful (Willie Dixon) – 7:29 3. Outside Woman Blues (Blind Joe Reynolds) – 4:33 4. Pressed Rat and Warthog (Baker, Mike Taylor) – 3:21 5. Sleepy Time Time (Bruce, Janet Godfrey) – 6:08 6. N.S.U. (Bruce) – 6:02 7. Badge (Clapton, George Harrison) – 3:59 8. Politician (Bruce, Pete Brown) – 5:08 9. Sweet Wine (Baker, Godfrey) – 6:28 10. Rollin’ and Tumblin’ (Muddy Waters) – 5:02 11. Stormy Monday (T-Bone Walker) – 8:09 12. Deserted Cities of the Heart (Bruce, Brown) – 3:56 CD 2 1. Born Under a Bad Sign (Booker T. Jones, William Bell) – 5:31 2. We’re Going Wrong (Bruce) – 8:26 3. Crossroads (Robert Johnson) – 4:25 4. White Room (Bruce, Brown) – 5:39 5. Toad (Baker) – 10:07 6. Sunshine of Your Love (Bruce, Clapton, Brown) – 8:46 7. Sleepy Time Time (Alternative Take) – 6:07 | DVD 1 1. I’m So Glad 2. Spoonful 3. Outside Woman Blues 4. Pressed Rat and Warthog 5. Sleepy Time Time 6. N.S.U. 7. Badge 8. Politician 9. Sweet Wine 10. Rollin’ and Tumblin’ 11. Stormy Monday 12. Deserted Cities Of The Heart 13. Born Under a Bad Sign 14. We’re Going Wrong 15. Sleepy Time Time (Alternative Take) 16. We’re Going Wrong (Alternative Take) DVD 2 1. Crossroads 2. Sitting on Top of the World (Chester Burnett) 3. White Room 4. Toad 5. Sunshine of Your Love 6. Sunshine of Your Love (Alternative Take) |

## Rezeption
Allmusic-Kritiker Stephen Thomas Erlewine bezeichnete das Werk als „nicht gerade aufregend, aber sehr weit weg vom Peinlichen“. Außerdem meint er, dass das Album „lange nicht an die früheren Live- und Studioalben und an die exzellenten BBC-Sessions“ herankommt. Er vergab insgesamt drei von fünf möglichen Sternen für das Album. J. D. Considine von der Zeitschrift Blender vermerkte dagegen, dass Cream „besser klinge als je zuvor“. Er vergab vier von fünf Sternen. Während die Leser der Website CDstarts.de das Album nur für „solide“ fanden, bewerteten deren Kritiker es als „hervorragend“: Auch aufgrund des Repertoires „macht [es] auch heute noch grundsätzlich Spaß und gehört auf jeden Fall in irgendeiner Form in jede anständige Plattensammlung.“
Im Vereinigten Königreich erreichte das Album Platz 61 der UK Top 40 und verblieb zwei Wochen in diesen. In Österreich belegte das Album Platz 51 der Ö3 Austria Top 40 und Platz eins der Top 10 Musik-DVD-Chart. In den Vereinigten Staaten positionierte sich das Album auf Platz 59 der Billboard 200.

## Auszeichnungen für Musikverkäufe

### Album
| Land/Region               | Auszeichnungen für Musikverkäufe (Land/Region, Auszeichnung, Verkäufe) | Verkäufe |
| ------------------------- | ---------------------------------------------------------------------- | -------- |
| Deutschland (BVMI)        | Gold                                                                   | 100.000  |
| Vereinigte Staaten (RIAA) | —                                                                      | 55.000   |
| Insgesamt                 | 1× Gold ·                                                              | 155.000  |

### Video
| Land/Region                  | Auszeichnungen für Musikverkäufe (Land/Region, Auszeichnung, Verkäufe) | Verkäufe |
| ---------------------------- | ---------------------------------------------------------------------- | -------- |
| Australien (ARIA)            | Platin                                                                 | 15.000   |
| Deutschland (BVMI)           | Gold                                                                   | 25.000   |
| Frankreich (SNEP)            | Gold                                                                   | 10.000   |
| Neuseeland (RMNZ)            | Platin                                                                 | 5.000    |
| Vereinigte Staaten (RIAA)    | 5× Platin                                                              | 500.000  |
| Vereinigtes Königreich (BPI) | Platin                                                                 | 50.000   |
| Insgesamt                    | 2× Gold · 8× Platin ·                                                  | 605.000  |